# Papiss Cissé
Papiss Demba Cissé (ur. 3 czerwca 1985 w Dakarze) – senegalski piłkarz grający na pozycji napastnika.

## Kariera klubowa
Karierę piłkarską Cissé rozpoczął w klubie Génération Foot. Następnie w latach 2003–2004 występował w lidze senegalskiej w klubie AS Douanes z Dakaru. W 2004 roku wyjechał do Francji i został zawodnikiem FC Metz. Początkowo grał w rezerwach Metz, a 29 lipca 2005 zadebiutował w pierwszym zespole, w Ligue 1, w przegranym 1:4 wyjazdowym meczu z Paris Saint-Germain. Jeszcze w trakcie sezonu 2005/2006 został wypożyczony do trzecioligowego AS Cherbourg. W 2006 roku wrócił do Metz i w 2007 roku przyczynił się do awansu klubu z Ligue 2 do Ligue 1. Na początku 2008 roku ponownie został wypożyczony, tym razem na pół roku do LB Châteauroux. Od lata 2008 do końca 2009 roku grał w Metz.
W grudniu 2009 roku Cissé przeszedł do niemieckiego Freiburga. W Bundeslidze zadebiutował 16 stycznia 2010 w przegranym 0:2 wyjazdowym meczu z Hamburgerem SV. 14 lutego 2010 w spotkaniu z Eintrachtem Frankfurt (1:2) strzelił swojego pierwszego gola w Bundeslidze. W sezonie 2010/2011 strzelił ich łącznie 22, a w barwach Freiburga - łącznie 37.
17 stycznia 2012 roku, za około 9 milionów funtów, przeszedł do Newcastle United. W zaledwie 14 meczach Premier League zdobył 13 goli, a jego trafienie przeciwko Chelsea zostało wybrane golem sezonu w lidze.
9 lipca 2016 roku, Cissé zmienił Newcastle United na chińskie Shandong Luneng Taishan. Kwota transferu wynosiła około 7,5 miliona euro. W barwach Shandong Luneng rozegrał 34 mecze strzelając 18 bramek.
Na sam koniec letniego okienka transferowego 2018 (31 sierpnia) Senegalczyk podpisał kontrakt z klubem Alanyaspor, występującym w tureckiej Süper Lig. W latach 2020–2021 grał w Fenerbahçe, a w 2022 przeszedł do Çaykur Rizesporu.

## Kariera reprezentacyjna
W reprezentacji Senegalu Cissé zadebiutował 12 sierpnia 2009 roku w wygranym 2:1 towarzyskim meczu z Demokratyczną Republiką Konga. 9 października 2010 w meczu eliminacji Pucharu Narodów Afryki 2012 z Mauritiusem (7:0) ustrzelił hat-tricka.